# Karin Alfheim
Karin Anna Elvira Alfheim, född Rydqvist 27 april 1892 i Göteborg, död 15 april 1970 i Täby, var en svensk operasångerska (sopran).

## Biografi
Alfheim var elev vid Kungliga Musikkonservatoriet, studerade sång för Ture Rangström och Gillis Bratt i Stockholm samt för Ludwig Mantler i Berlin. Hon gjorde också studieresor i Tyskland och Italien. Hon Alfheim debuterade på Kungliga Teatern 1914 som Anna i Värmlänningarna och som Hans i Hans och Greta, och fick fast anställning vid teatern 1915. Bland hennes övriga roller kan nämnas Pamina i Trollflöjten, Margareta i Faust, Santuzza i På Sicilien, Mimi i La Bohème, prinsessan Saamsjeddin i Marouf, Vaino i Arnljot, Madama Butterfly, Rosenkavaljeren med flera.
Hon gifte sig 1918 med ingenjören och byggmästaren Eskil Alfheim och bodde fram till 1930 tillsammans med maken i den av honom byggda fastigheten Hornblåsaren 5, Strandvägen 65–67. Husets tornrum var då hennes musikrum.